# Kaiser-Wilhelm-Denkmal (Wülfrath)

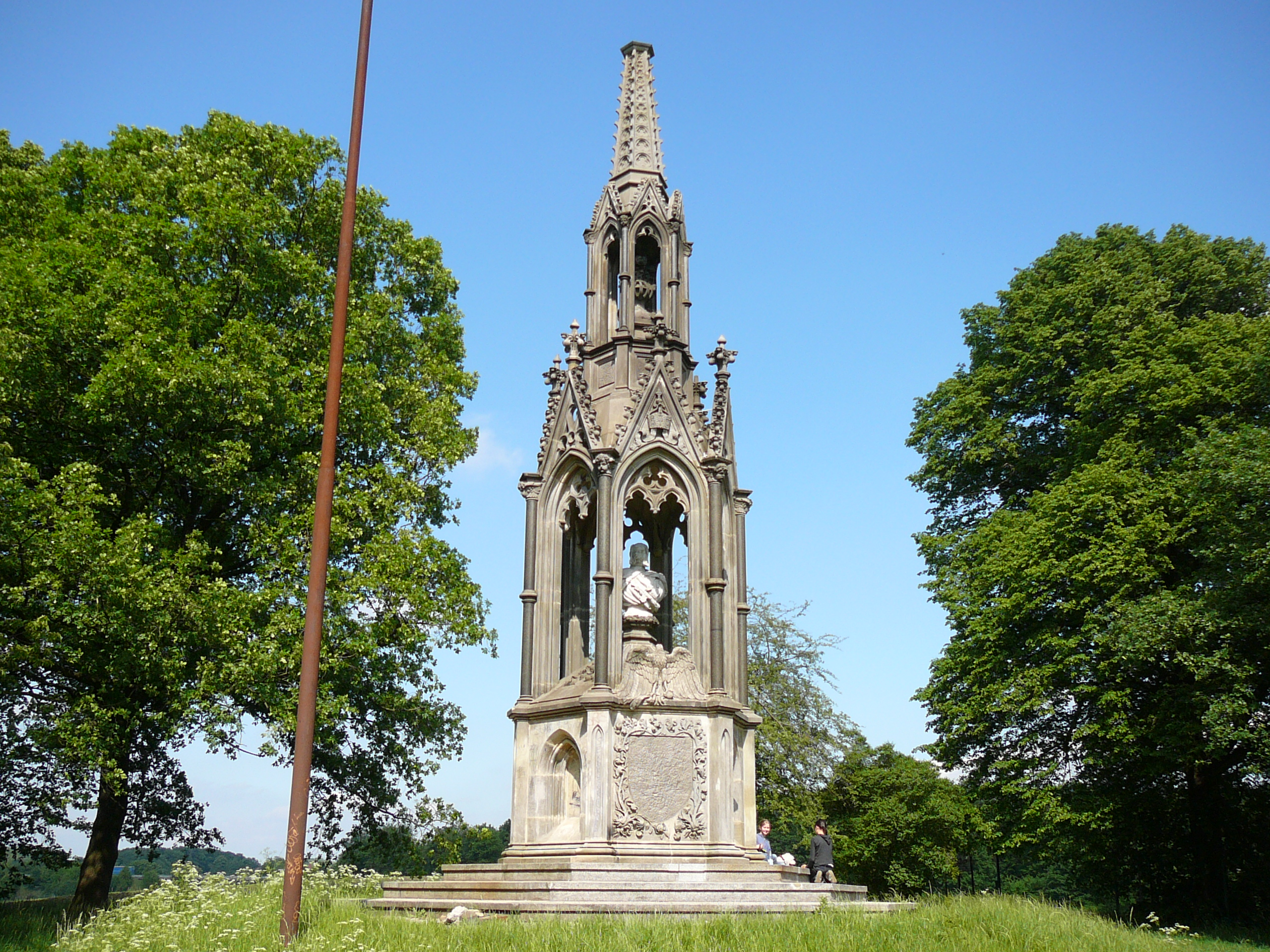
Das Kaiserdenkmal auf dem Bismarckplatz

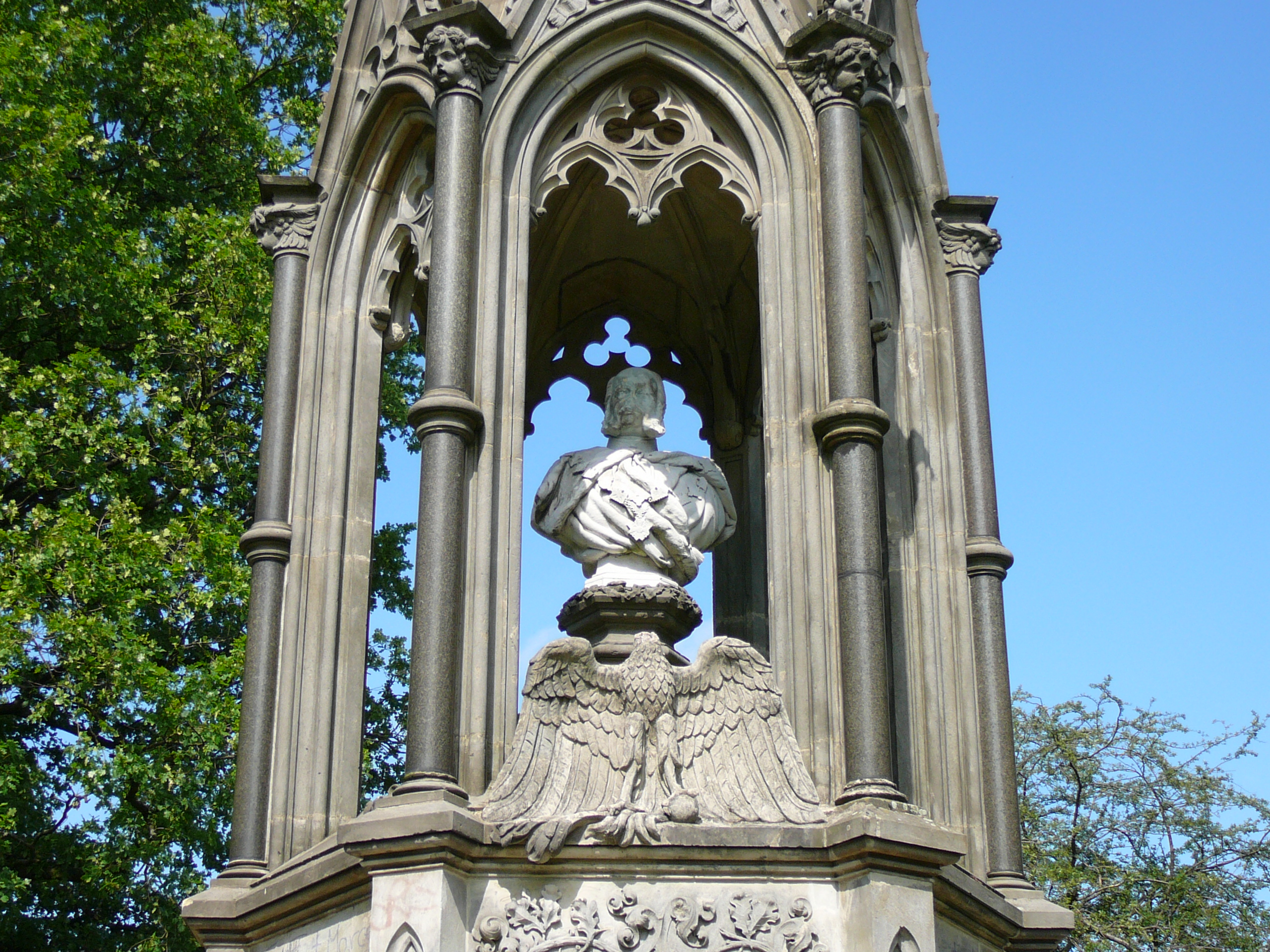
Großaufnahme der Büste

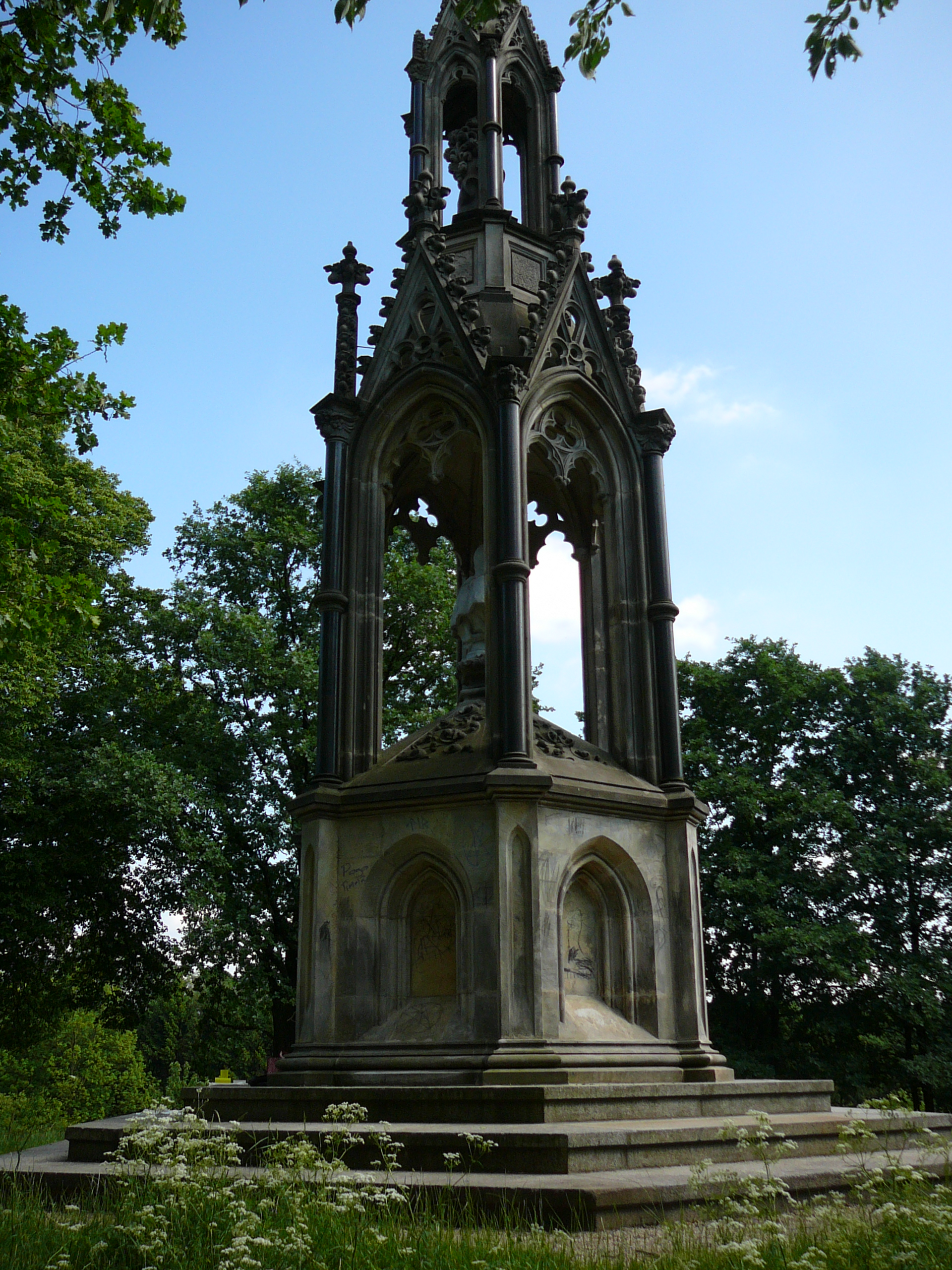
Anderer Blickwinkel

Das Kaiser-Wilhelm-Denkmal in Wülfrath (Kreis Mettmann) steht an der Grenze zu Wuppertal, in Sichtweite des Schlosses Aprath.

## Topologie
Das Denkmal steht auf einer Anhöhe, die von der Landesstraße 74 (hier: Wiedener Straße) umrundet wird. Die Landstraße ist die Verbindung zwischen dem Wuppertaler Stadtteil Vohwinkel und der Stadt Wülfrath. Die Anhöhe ist von Feldern und Wiesen umgeben, das Denkmal selbst wird durch eine Baumbepflanzung locker umfasst. Neben dem Denkmal steht noch ein Flaggenmast. In Sichtweite liegt auch die Bahnstrecke der Prinz-Wilhelm-Eisenbahn, die heute von einer S-Bahn befahren wird, und die Bundesautobahn 535.

## Geschichte
Das Denkmal wurde von Karl Rumpff, dem damaligen Besitzer des Schlosses Aprath, gestiftet bzw. in Auftrag gegeben. Das Denkmal war nicht nur dem Kaiser gewidmet, sondern auch den Kriegervereinen. Nach den Plänen des Berliner Baurates Ludwig Ferdinand Hesse wurde das Denkmal, d. h. die Fiale von der Berliner Firma Gebr. Zeidler geschaffen. Die Büste des Kaisers führte der Bildhauer Rudolf Schweinitz aus.
Am 5. Juli 1890 wurde das Denkmal feierlich eingeweiht. An der Feier nahmen neben Angehörigen des bereits verstorbenen Stifters der Bezirkskommandeur Oberstleutnant Rudolf aus Barmen und Abordnungen der Kriegervereine im Raum Mettmann teil. in den 1950er Jahren wurden die Inschrifttafeln gestohlen und die Kaiserbüste mehrfach gewaltsam beschädigt. Anfang der 1980er Jahre wurde die Kaiserbüste im Stadtarchiv Mettmann eingelagert. Ende 1982 wurde auch der verbliebene Rest des Denkmals abgebaut und deponiert.
Inzwischen steht das Denkmal wieder an seinem (oben genannten) Platz.

## Beschreibung
Das Kaiserdenkmal wurde in Form einer zweigliedrigen, sechseckigen gotischen Fialsäule aus Syenit mit einer Büste des Kaisers Wilhelm I. aus carrarischem Marmor ausgeführt, auf dem Bismarckplatz neben dem Schloss Aprath errichtet. Bei der Weihe des Denkmals wurde der Platz, auf dem das Denkmal steht, mit ausdrücklicher Genehmigung des Fürsten zum „Bismarckplatz“ umbenannt. Im unteren Teil des Rundtempels steht die überlebensgroße Kaiserbüste, im oberen, hallenartigen Teil der Helm des Burggrafen Friedrich von Nürnberg, des ersten Kurfürsten in der Mark Brandenburg.

Die Inschrifttafel, die nicht erhalten ist, widmete das Denkmal dem Kaiser mit den Worten: 

„Wilhelm I
Magnus Imperator“

Übersetzt heißt diese Inschrift: „Wilhelm I. / Großer Feldherr“.